# ロープ加工技能士

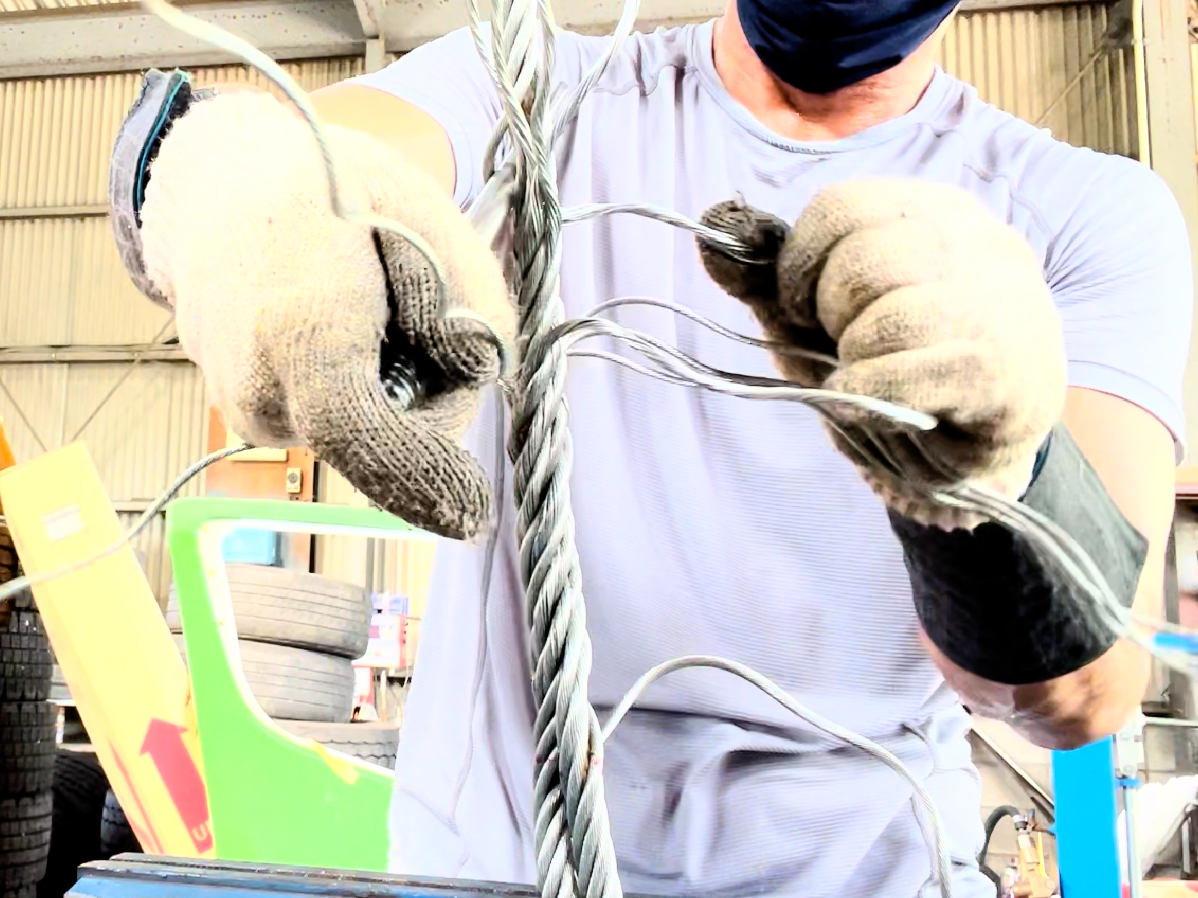
ロープ加工作業（巻差し）

ロープ加工技能士（ロープかこうぎのうし）とは、国家資格である技能検定制度の一種で、都道府県知事が実施する、ロープ加工に関する学科および実技試験に合格した者をいう。主にワイヤロープの端末加工を行い、荷物を吊り上げるために使用する玉掛索を作成する。

## 試験について
ロープ加工技能検定は、毎年後期に学科試験と実技試験が実施され、両試験の合格者には、1級は厚生労働大臣、2級は都道府県知事より、合格証と技能士章が交付され、「ロープ加工技能士」と称することが許される。問題作成等は中央職業能力開発協会、試験については都道府県職業能力開発協会が実施する。
学科試試験
- ロープ一般、ロープ加工法、材料、関係法令、安全衛生から、１級２級共に真偽法問題が２５問、四肢択一法問題が２５問出題される。（最近の傾向）

実技作業試験
- 1級：ワイヤもっこの現寸図を作成して、ワイヤもっこを製作する。試験時間＝4時間

- 2級：ワイヤロープを用いて、玉掛索及びショートスプライスによるエンドレス索を製作する。試験時間＝2時間35分

## ロープ加工法の主な種類[2]

### アイスプライス(Eye splice)
- アイスプライスとは、ロープの先端にアイを作ることでアイ加工ともいい、主として玉掛索に用いられる。その加工法には巻差しとかご差しとの2つの方法があり、いづれの場合でも最低で丸差し4回と半差し1回又は丸差し[4]3回と半差し[5]2回で合計5回以上の編み込みが必要である（クレーン等安全規則第219条）。アイを形成する方法には、ロープの先端をループ状（輪状）に折り返して作る方法とロープを任意に２分（４・２又は３・３）したストランド[6]を互いに反対側から組み合わせて作るフレミッシュ法[7]（Flemish）とがある。上から、巻差し・かご差し・長崎差し

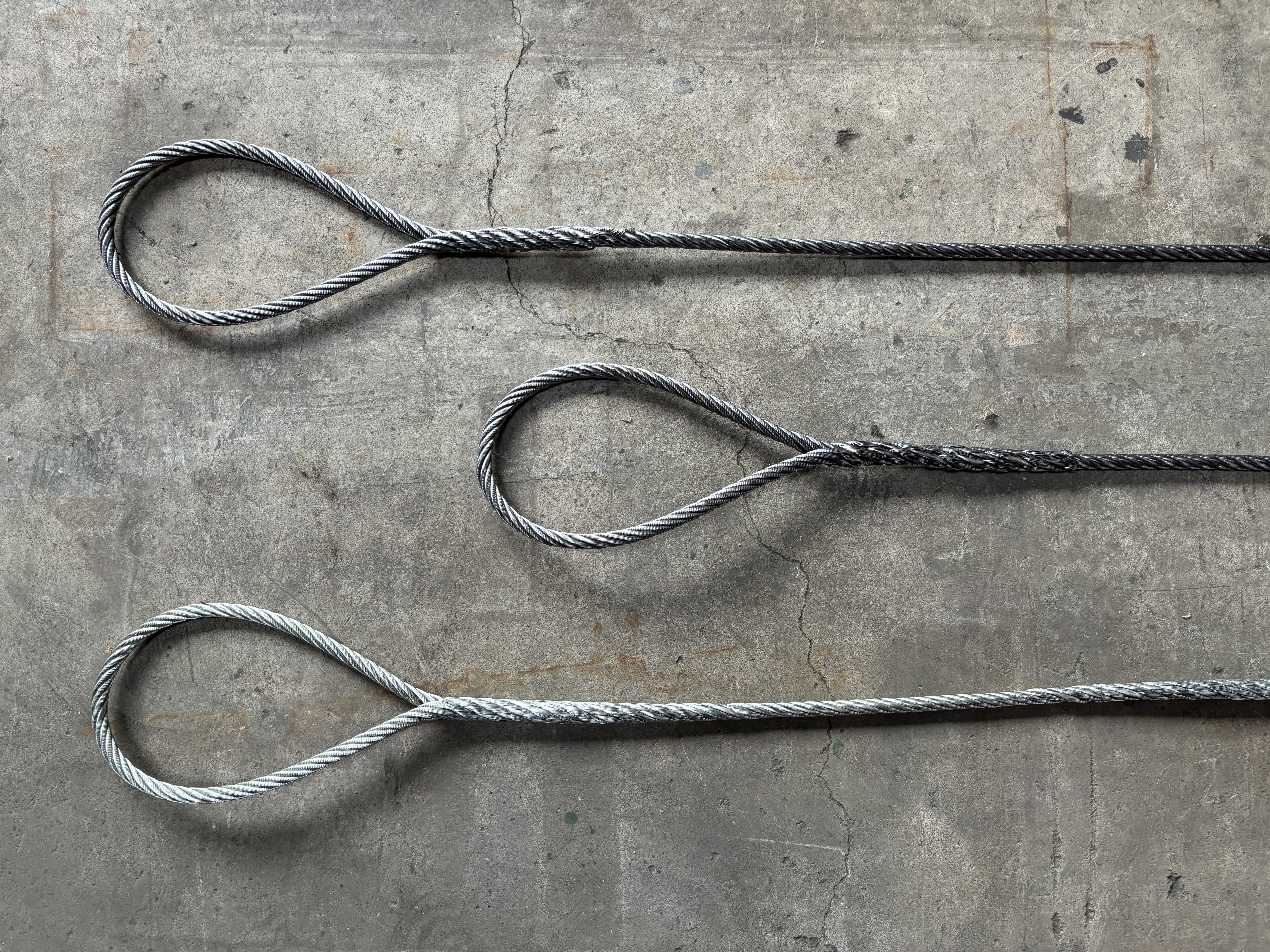
上から、巻差し・かご差し・長崎差し

  - 巻差し：アイスプライス及びショートスプライス加工において、ロープの先端をストランドの単位に解いて、そのストランドをロープ本体のストランドの間に通して、本体のロープのより方向と同方向に巻いて行く方法。繊維ロープでは行われない。特殊な加工で、編み込みで余ったストランドを手折加工したトゲなし玉掛ワイヤーなどもある[8]。
  - かご差し： アイスプライス及びショートスプライス加工において、ロープの先端をストランド単位に解いて、そのストランドをロープ本体のストランドの間に通して、本体のロープのより方向と反対方向に編んで行く方法。巻差しに比べて加工に時間を要するが、ロープに引張加重が掛かった場合、抜けにくいという利点がある。
  - 長崎差し（特殊加工）：「長崎差しトゲ無し玉掛けワイヤ」[9]はクレーン等安全規則 219条適合品の安全玉掛けワイヤ。巻差しとかご差しを組み合わせた編み方で余った細工代（ストランド）をロープ内に収める加工法。トゲが無い為、取扱い時の危険が大幅に減少。また、くくり吊り（チョーク吊り）等のワークの下からワイヤを引きぬく作業が容易に行うことが出来るという利点がある。又、加工の際に油芯を一部取り除く為、その部分がグリス切れしやすくなるという欠点もある。
  - その他：変形割り差し（えび差し）[10]・ドイツ差し[11][12](マルエス差し[12]・日鉄差し）・Wスリング玉掛ワイヤー[13]など。

### ショートスプライス（Short splice）
- 異なる2本のロープを直線状に継なぐか、1本ロープをエンドレスに継なぐときに用いられる方法で、ロングスプライスに比べて継ぎ代が短く、加工時間も大幅に短縮出来るという利点があるが、継なぎ部分のロープ径が元のロープに比べて太くなるために、ドラムなどに巻き込むときに重ね巻きになって巻き崩れが生じ、また、シーブ[14]などを通過する場合は損傷が早く起こり、動索として使用するのは好ましくないが、静索として使用するのには差し支えない。左から、ショートスプライスエンドレス・グロメット・圧縮加工（シンブル・フック付き）

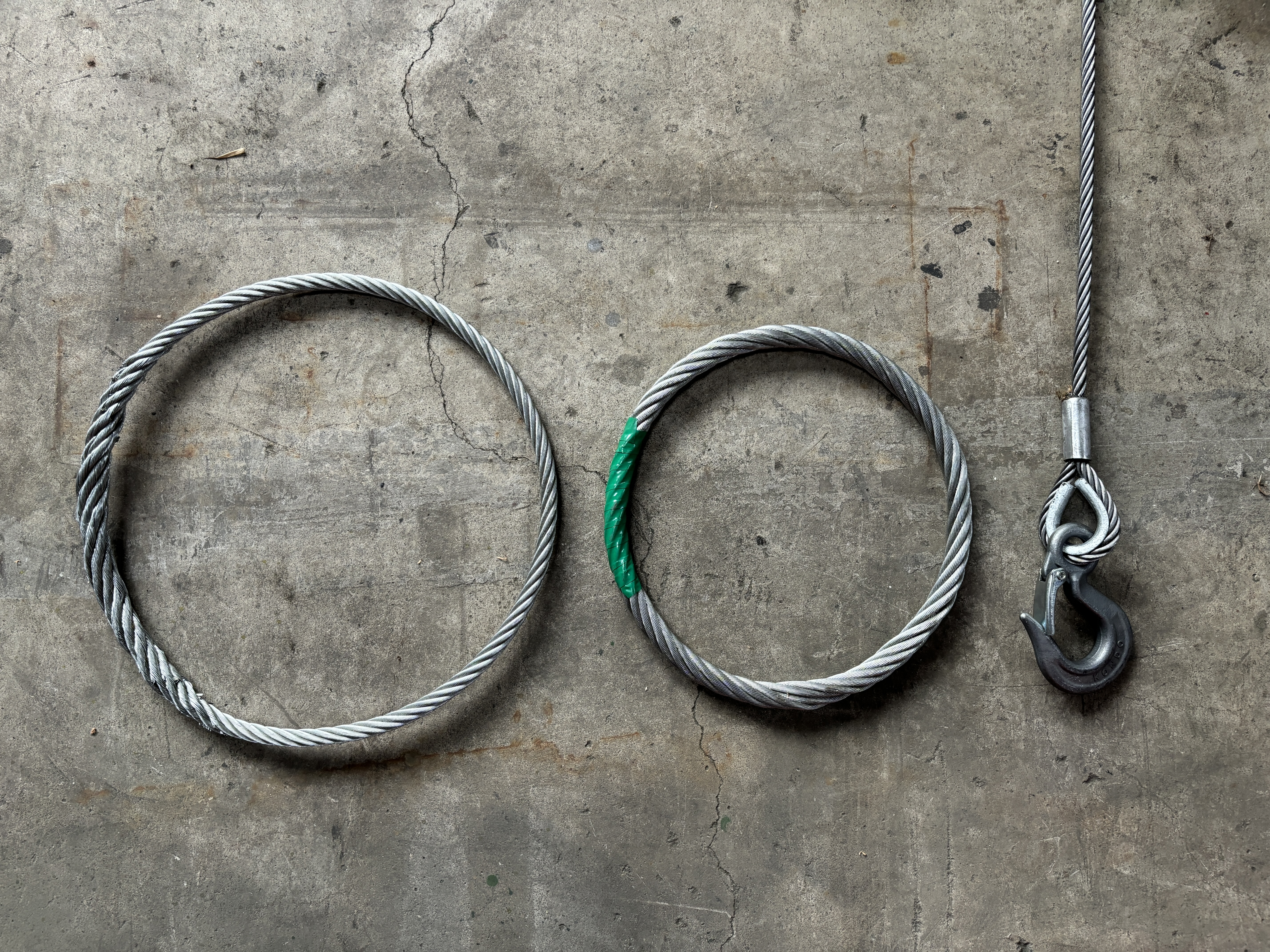
左から、ショートスプライスエンドレス・グロメット・圧縮加工（シンブル・フック付き）

### ロングスプライス
- ショートスプライスと同様に2本のロープを直線状に継なぐか、1本のロープをエンドレスに継なぐときに用いられる方法であるが、ショートスプライスに比べて継なぎ部分の径が元のロープとほぼ同等の太さになるので、動索例えばスキーリフトや索動用ロープの接続に用いられる。

### ペケット加工
- 太いロープを引き延ばす場合、作業し易いように本体ロープに細径のリードロープを継なぐ方法で、継なぐ細径ロープには先端をアイ加工したものを用いるのが一般的であるが、細径ロープの代わりに本体ロープのストランド[6]が用いられることもある。また、ロープの取替えに際して新旧ロープを接続する場合にも利用されることが多い。

### グロメット加工
- エンドレススプライスの一種で、エンドレスロープの内周長の約8倍（６ストランドロープの場合）のストランドを組み合わせてエンドレスロープを作る方法で、主としてて玉掛索に使用される。

### ソケット加工
- ロープをストランド[6]に解き、更にそのストランドを1本ずつの素線にばらして茶せん状にしてソケット又は金型に装入し溶融した金属を注入して固まらせる方法で、つり橋、索動などで加重が大きく掛かる場合とか、スプライスができない構造のロープなどに用いられる端末加工法である。

### 圧縮加工
- ロック加工ともいわれ、パイプ状のアルミ合金又は鉄などの素管（スリーブ）にロープを装着してプレス機で圧縮し、素管をロープに喰いこませて、その摩擦によりロープの特性を損なうことなくロープを完全に締結する方法である。加工の効率がよく、細工代が少ないのでロープの無駄が少ない。

### グリップ止め
- 加工方法は簡単で、ロープを輪状にしてグリップで止める。Uボルトはロープの端末側（短い方）に並ぶようにし、本体ロープの方に座金を当てて締め付けるのが正しい方法。グリップを締めるときは、各グリップ間のロープに弛みが生じないように注意し、また取付け後はボルトの弛みを修整するために、ロープに張力を掛けてボルトの締め直しを行なわなければならない。

### コッタ止め
- くさび止めの一種で、ロープ溝の付いたくさび形シンブルにロープを沿わせケースに引き入れて止める方法。作業時間が短く、現場で行える利点がある。

### クランプ止め
- 別名はさみ止めともいわれ、林業では矢バイスとも呼ばれている。

### ワイヤもっこ及びネット
- もっことは、ロープを縦横相互に編み込みネット状に仕上げる加工製品[15]。小型重量物を多数一度につり上げる際に用いる荷役作業用具で、縁ロープ（廻る綱）があり、縁ロープに縦・横ロープ（子綱）を取付けるが、その際、ロープの交差箇所は必ず一方のロープを割って交互に通す。また、補強ロープ（十字綱）として2本のロープを対角線に十字形に取付け、縁ロープの角にはつりロープ（つり手綱）が必要である。

### シンブル入れ
- シンブルとは、ワイヤのアイ（輪）の部分に入れることにより、アイを保護し、ワイヤを長持ちさせることが可能な保護金具。アイスプライスの加工の際に挿入して取付ける[16]。

### その他
- 圧縮加工の一種で、ロープの端末にそのまま金具を圧着する圧着加工。
- くさび止めによる方法、くさび打ち込みによる方法、巻き付けグリップによる方法、袋型ネットによる方法など。

### 繊維ロープ
- 繊維ロープ[17]についての加工法は、より構造と編組構造とで異なるが、より構造のアイスプライスはかご差し4回以上[2]とされている。

## 玉掛索と台付索
ワイヤロープの両端をアイスプライスする方法は、半差し加工の「有るもの」と「無いもの」との２種類に大別され、両者は加工部の外観が同じように見えても引張強度において大きな差（約10％～20％）があり、半差し加工の「有るもの」が優れている。なお、半差し加工の「有るもの」は、玉掛索（ワイヤーロープスリング）としての具備すべき必要条件が、法規によって決めらている。すなわち、法規では、半差し加工の「無いもの」は玉掛索として使用することは禁じられていて、それは台付索としてしか使用できない。
玉掛索
- 玉掛索：玉掛索は、それ自体によって、荷を吊り上げるため（玉掛け作業）に使用されるもので、ワイヤーロープスリング又はワイヤスリングとも呼ばれています。玉掛索は、法規では必要条件として、労働安全衛生規則第475条及びクレーン等安全規則第219条にその加工法が規定され、アイスプライスに編込み回数及び半差し[5]加工が定められている。

台付索
- 台付索は、物を固定するときに使用されるもので、台付けロープ、台付けワイヤ又は単に台付けと呼ばれている。また、その加工法については特に法規で定められていない。一般的にはワイヤーロープの全てのストランド[6]を丸差し[4]で５回以上編込み、半差しの部分がない[19][20]。ただし、フレミッシュ加工でアイを形成する場合においては丸差し3回の編込みで済ませることが多い。

## 法的根拠
労働省労働基準局安全衛生部安全課編「クレーン等安全規則の解説」において、同規則第２１９条のロープ加工に関してアイスプライスの編み込みは、十分な技能及び経験を有する者に行わせる必要があると記述されている。この「十分な技能及び経験を有する者」とは、ロープ加工技能士の資格を有する者と解釈するのが妥当と考えられる。ただし、林業従事者においてはこの限りではない。